# Windel

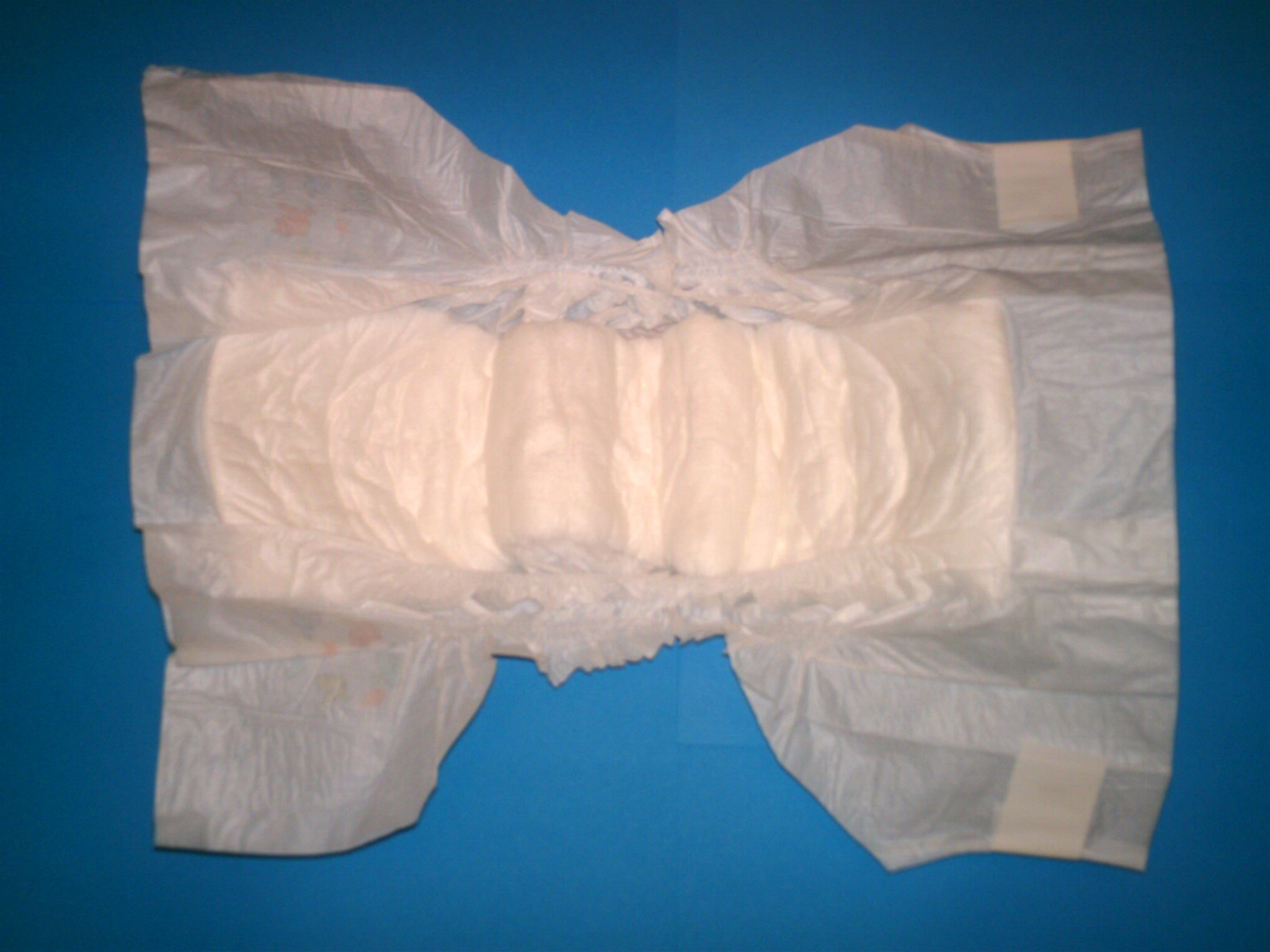
Einmalwindel, Wegwerfwindel

Die Windel, auch Schutz- oder Inkontinenzhose, ist ein saugfähiges Produkt in verschiedenen Varianten aus Textil oder textilähnlichem Gewebe zur hygienischen Aufnahme von Urin und Stuhl (Kot). Sie wird um Hüfte und Schritt befestigt und wie eine Unterhose getragen, um das Beschmutzen der Kleidung zu verhindern. Sie wird von und für Menschen verwendet, die ihre Ausscheidungen aus den verschiedensten Gründen nicht kontrollieren können. Beispiele sind Säuglinge und Kleinkinder, Menschen mit Stuhl- oder Harninkontinenz oder wenn die Arbeitsbedingungen es erfordern, wie bei Astronauten. Seltener kommt sie bei Haus- und Zootieren zum Einsatz.
Der Austausch einer benutzten Windel gegen eine saubere wird umgangssprachlich als Wickeln bezeichnet und muss aus hygienischer und dermatologischer Sicht in regelmäßigen Zeitabständen erfolgen. Alternativen zum Gebrauch von Windeln sind für Kleinkinder, die schon laufen können und in der Wohnung „unten ohne“ unterwegs sind, das „Töpfchen“ und später der Gang zur Toilette mit der Hilfe einer Betreuungsperson. Für größere Kinder und Erwachsene, die an Inkontinenz leiden, ist das Tragen ableitender Inkontinenzhilfsmittel eine Alternative zur Verwendung von Schutzhosen oder anderen aufsaugenden Inkontinenzeinlagen.

## Geschichte
Vor der Erfindung der Wegwerfwindel und deren Vermarktung ab 1961 wurden, sofern Windeln überhaupt benutzt wurden, Stoffwindeln verwendet, die nach Gebrauch zur Säuberung gewaschen oder ausgekocht wurden. Bis heute ist es in den meisten Kulturen der Welt gängige Praxis, Babys und Kleinkinder durch Ausscheidungskommunikation ohne Windeln sauber und trocken zu halten. In den Industrienationen geriet diese Technik in Vergessenheit und wird seit 2000 erst allmählich wiederentdeckt.
Als Erfinderin der Wegwerfwindel gilt die Amerikanerin Marion Donovan, die ihren Entwurf einer Windel nicht vermarkten konnte. Die erste kommerzielle Wegwerfwindel wurde in den USA von dem Unternehmen Chux auf den Markt gebracht. Trotz dieser Innovation hatte erst die Erfindung einer Einwegwindel von Victor Mills, einem Direktor bei Procter & Gamble, durchschlagenden Erfolg. Mills’ Erfindung wurde in den USA seit 1961 unter der Procter & Gamble-Marke Pampers vertrieben. In den 1980er Jahren brachte Kimberly-Clark das Konkurrenzprodukt „Huggies“ auf den Markt, und in Folge überzogen sich die Hersteller wechselseitig mit Klagen wegen Patentverletzungen.
In Deutschland wurde die Marke Pampers im Herbst 1973 eingeführt. Im selben Jahr fällte Procter & Gamble die Entscheidung, eine Fabrik für Pampers in Euskirchen zu errichten. Die Fabrik produziert für ganz Europa und entwickelte sich zum größten Procter & Gamble-Werk außerhalb der USA und zum größten Arbeitgeber im Kreis Euskirchen. Inzwischen gibt es eine Großzahl an Anbietern für moderne Stoffwindelsysteme, wie zum Beispiel BumGenius, Bambino Mio oder Mother Ease, welche dem Komfort von modernen Wegwerfwindeln in nichts nachstehen, aber den damit einhergehenden Restmüll signifikant verringern.

## Aufbau und Bestandteile

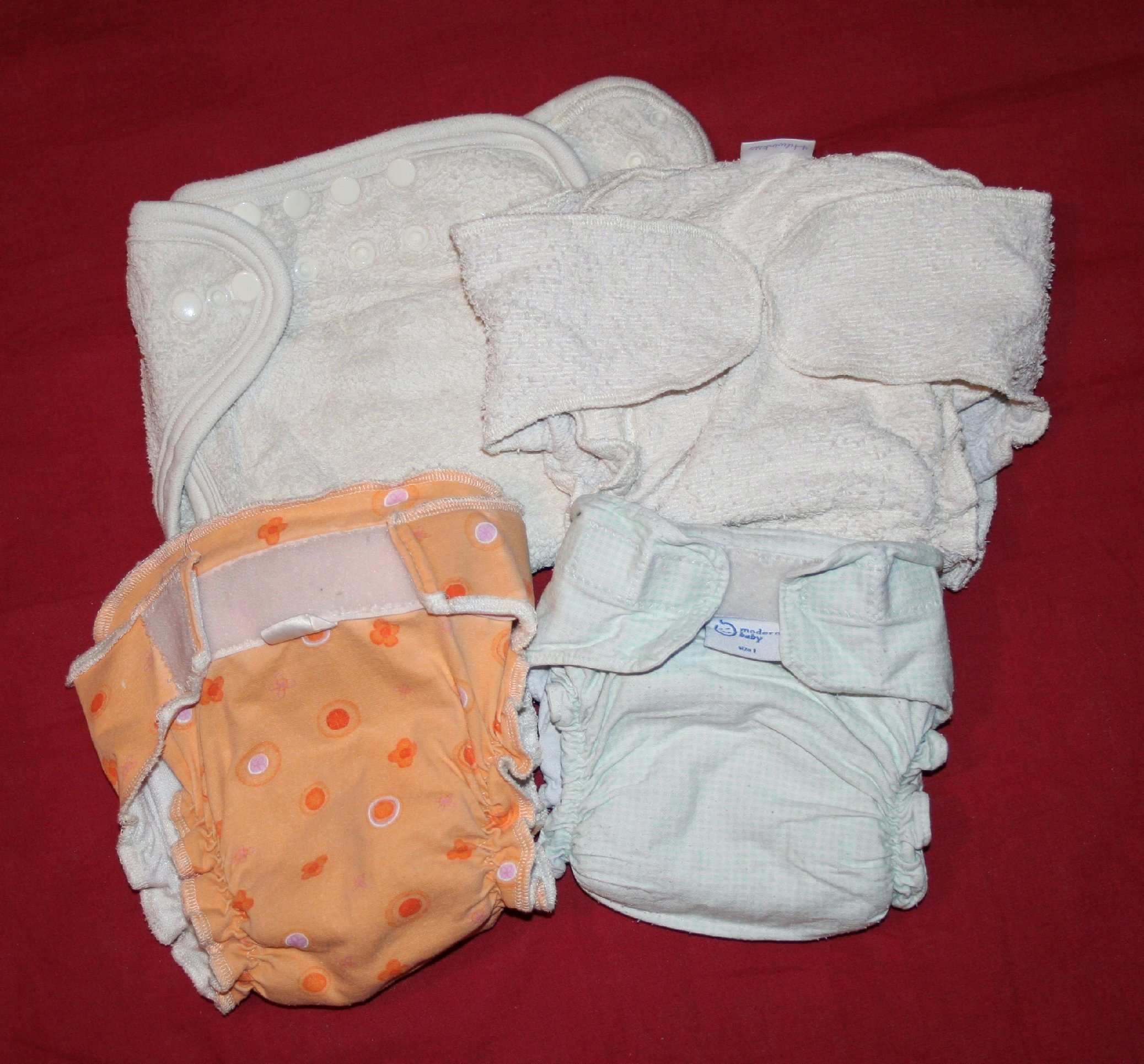
Stoffwindeln (mehrfach benutzbar, da waschbar)

Bei den Windeln wird zwischen Einweg- und Mehrwegwindeln unterschieden, wobei einige Merkmale bei beiden Produktgruppen gleich sind. Die größten Unterschiede im Aufbau finden sich im Saugkörper und bei der Fixierung am Körper. Bei der Entwicklung und Auswahl von Windeln müssen Aspekte der Kühlung (besonders bei männlichen Babys für die Spermatogenese wichtig), des Windelklimas (feuchte Wärme kann Hefepilz-Befall und Windeldermatitis verursachen), der Bewegungsfreiheit (Anhock-Spreiz-Stellung sollte in den ersten Wochen möglich sein) und ökologische Nachhaltigkeit (Umweltaspekte bei der Reinigung oder Entsorgung von Windeln) beachtet werden.
Die als Einwegwindel, Wegwerfwindel oder Höschenwindel bezeichneten Hilfen haben eine Außenhülle aus Polyethylen (PE) und einen Saugkörper. Letzter besteht aus Zellstoffmaterial, der bei modernen Windeln oft mit Superabsorber, einem Hydrogel aus spezifischen Polymersalzen (vgl. Polymer), angereichert ist. Dadurch kann das Vielfache der Flüssigkeitsmengen im Volumen des Sauganteils gebunden werden. Bei Druck wird die Flüssigkeit nicht (wie bei einem Schwamm) wieder abgegeben. An der Außenschicht sind Klettlaschen vorhanden, um die Windel an den Bauchumfang anzupassen. Sie ist mit Kunststofffolie überzogen, um das Durchsickern von Flüssigkeiten zu verhindern. Weitere Bestandteile können Vaseline, Stearylalkohol, dünnflüssige Paraffine und Extrakte der Aloe barbadensis sein.

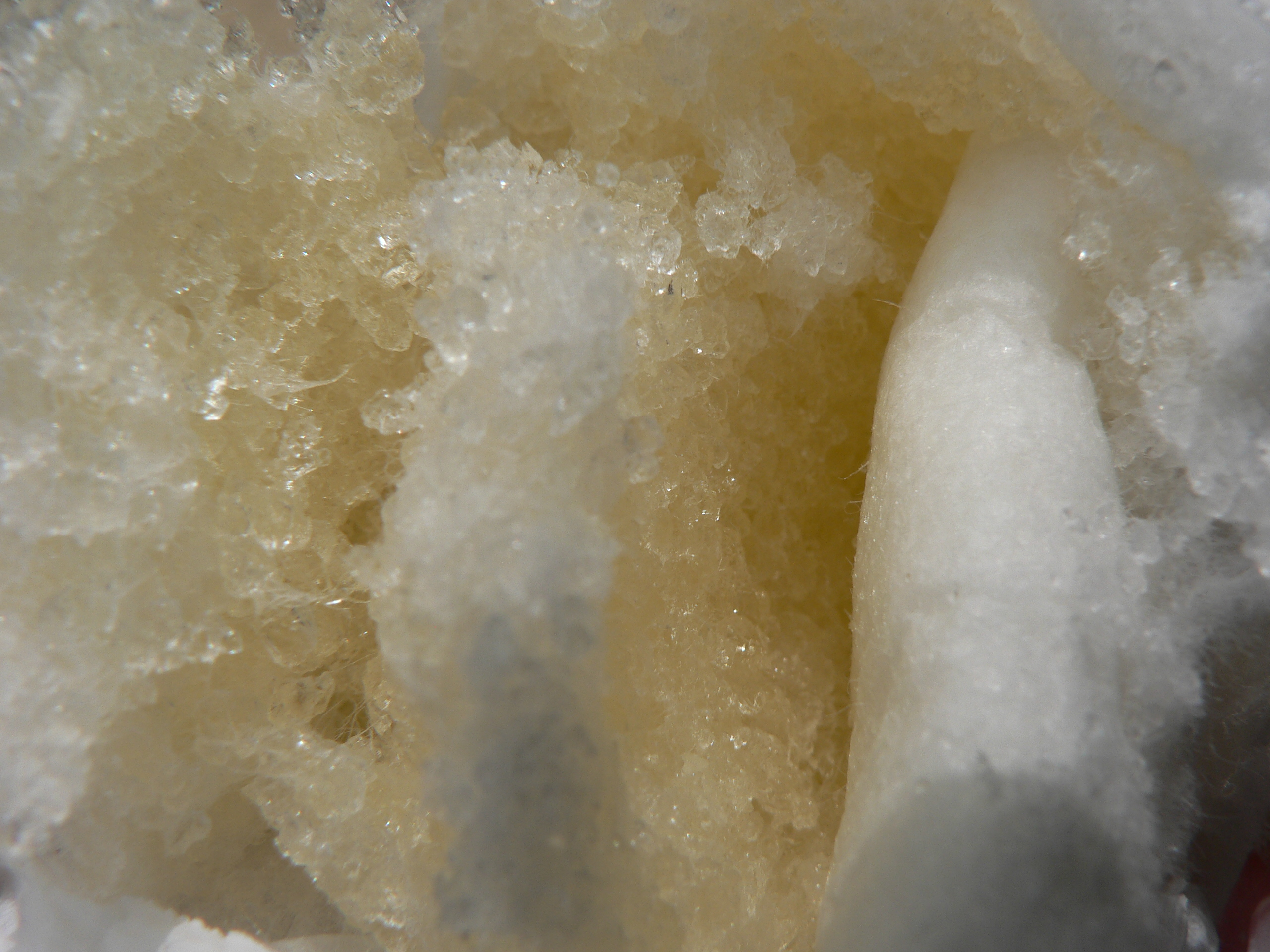
Der Superabsorber nimmt Flüssigkeit in der vielfachen Menge seines Eigenvolumens auf (ohne diese wieder abzugeben)

Mehrwegwindeln oder Stoffwindeln aus Baumwolle sind waschbar und werden in unterschiedlichen Ausführungen angeboten. Im Groben gibt es drei Systeme, die sich darin unterscheiden, wie eine saugende Schicht mit einer Nässeschutzschicht aus PUL, Fleece oder Wolle kombiniert wird. Die Komponenten können vollständig miteinander vernäht sein (All-in-One), die Saugeinlage in eine Art Tasche (Pocket-Windel) oder Laschen der Überhose gesteckt werden (Hybrid-Windel/All-in-2) oder in einer Art Wanne, die an einer Außenwindel befestigt wird, untergebracht sein (All-in-3). Die klassischen Stoffwindeln aus Mull- oder Molton-Tüchern oder Strickbindewindeln sind dabei von modernen Systemen wie Höschenwindeln und verschieden stark saugenden Einlagen aus Microfaser, Baumwolle, Bambus-Viskose oder Hanf ergänzt worden, wobei neben Schlupf-Überhosen diejenigen, die mit Klettverschluss oder Druckknöpfen versehen sind, in der Handhabung größtenteils den Einwegwindeln entsprechen.
Auf Grund des unter anderem höheren Zeitaufwand und mangelnden Wissens zu modernen Stoffwindelsystemen werden Stoffwindeln nur von etwa 10 Prozent der Eltern verwendet.
Für Schwimmwindeln oder Schwimmbadehosen werden Materialien verwendet, die eine Verwendung im Wasser ermöglichen. Die Konstruktion ohne Saugkörper vermeidet ein Vollsaugen der Windel. Gleichzeitig verhindern Gummibänder am Bauch und an den Beinen, dass Stuhl an die Umgebung abgegeben wird. In vielen Schwimmbädern ist die Verwendung von Schwimmwindeln für badende Säuglinge vorgeschrieben.

## Verbreitung
Das Angebot auf dem Markt reicht von Windeln für Frühchen, Kinder, Erwachsene und für Tiere. Das größte Marktsegment sind Einweg-Windeln für Säuglinge und Kleinkinder, gefolgt vom Anteil für erwachsene Personen und Jugendliche.

## Anwendung
Bei Kindern richtet sich die Größe der Schutzhosen nach Alter und Gewicht, bei Erwachsenen nach Hüftumfang und zu erwartender Flüssigkeitsmengen. Die Anlegetechnik unterscheidet sich bei Jugendlichen und Erwachsenen nur wenig zu jener bei Säuglingen und Kleinkindern. Bei Stoffwindeln gibt es eine Reihe von Wickeltechniken, welche je nach Art der verwendeten Ausführung zur Anwendung kommen.
Der Hautpflege kommt bei der Anwendung von Windeln eine besondere Bedeutung zu. Die Haut muss beim Windelwechsel vorsichtig von den Ausscheidungen befreit werden, um Hautreizungen zu vermeiden. Zu festes Reinigen, um beispielsweise Salbenreste zu entfernen, kann ebenso zu Hautirritationen, Rötungen und Läsionen führen. Es können Hauterkrankungen auftreten, wie eine Windeldermatitis, wenn die Windeln zu selten gewechselt oder falsche Pflegeprodukte verwendet wurden, oder ein Windelsoor durch Hautpilze, die sich unter günstigen Bedingungen vermehren.
Die Verwendung von konventionellem Babypuder, das Talkum enthält, ist ebenso umstritten, wie das Erdölprodukt Vaseline. Vorzugsweise sollten Öle und Salben auf natürlicher Basis verwendet werden.

### Säuglingspflege
Die Windelgröße sollte dem Körpergewicht des Kindes angepasst sein. Sie wird je nach anfallender Urinmenge beim Neugeborenen etwa alle 3 bis 4 Stunden, beim Säugling ca. 5–6 Mal täglich gewechselt, bei Stuhlausscheidung möglichst sofort. Zum Wickeln sollte ein Baby nicht geweckt werden. Man kann warten, bis es von selbst aufwacht, es sei denn, Windel und Kleidung sind so nass, dass es auskühlen würde. Ein Baby sollte auch möglichst oft ohne Windel an der Luft strampeln (sog. offene Pflege). Dazu kann man ihm im Bettchen eine waschbare nach unten wasserdichte Unterlage unterlegen oder eine saugfähige Einwegunterlage (Wickelunterlage).

### Alten- und Krankenpflege

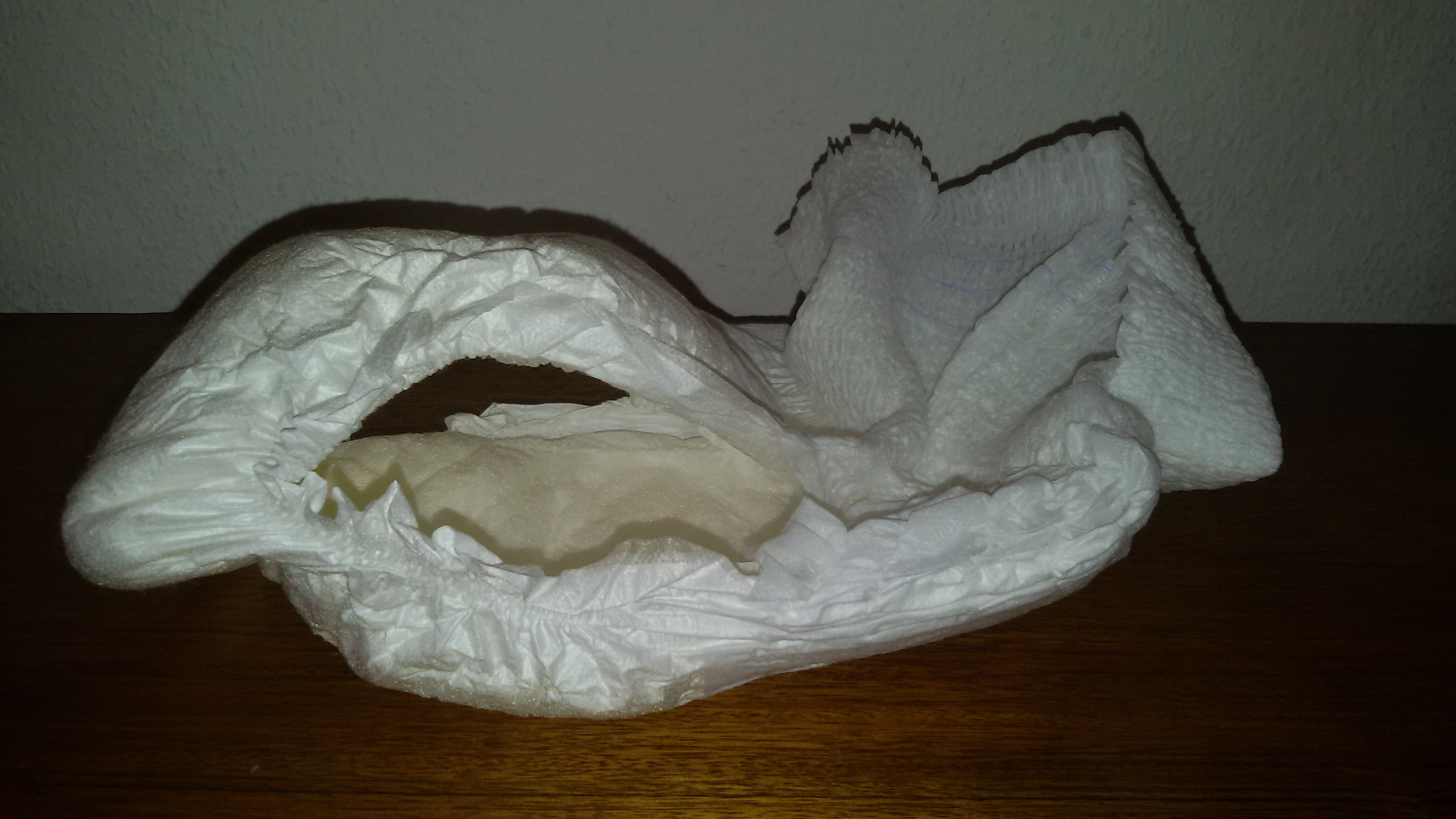
Inkontinenzhose (Blick auf die Beinöffnung)

Windeln werden in der Alten- und Krankenpflege mit den Begriffen Schutzhose oder Inkontinenzhose bezeichnet. Bei zunehmender körperlicher Schwäche, geistiger Beeinträchtigung, krankheitsbedingt oder nach Unfällen mit Wirbelsäulenverletzungen kann es nicht nur bei älteren Menschen zu Harn- oder Stuhlinkontinenz kommen, was eine Anwendung von Inkontinenzhilfsmitteln erfordert. Bei Frauen kann es bei fortgeschrittener Schwangerschaft oder erschlaffter Beckenbodenmuskulatur nötig werden, entsprechende Schutzhosen zum Auffangen von Ausscheidungen zu tragen, wenn andere Varianten wie Slipeinlagen oder Binden nicht ausreichen.

### Tiere
Im Handel sind Wegwerfwindeln für Tiere im Angebot. Sie können dabei zur Verhinderung des Urinierens und Kotens an dafür nicht vorgesehenen Orten dienen. Solche Fälle sind eingeforderte Pferdewindeln für Kutschpferde, die Anwendung in der Wohnung bei inkontinenten Haustieren wie Hund und Katze oder zur Prävention von Nachwuchs in Zoologischen Gärten. Windeln werden auch für Hündinnen bei Läufigkeit benutzt.

### Weitere Anwendung

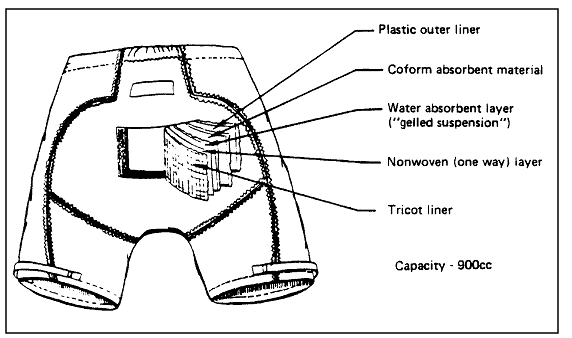
Disposable Absorption Containment Trunk (DACT) der NASA

Einen weiteren Anwenderkreis stellen Menschen dar, die wegen ihrer beruflichen Situation nicht ohne weiteres eine Toilette aufsuchen können, wie Astronauten beim Außenbordeinsatz, Berufs-Tiefseetaucher während des Einsatzes oder Piloten auf Langstreckenflügen in Flugzeugen ohne Bordtoilette.
Bei Windelfetischismus werden Windeln ohne körperliche Notwendigkeit getragen, weil es mit einem sexuellen Reiz verbunden ist.

## Umwelteinfluss und Nachhaltigkeit
Die klassische Diskussion über die Bevorzugung von Einweg- oder Mehrwegwindeln beinhaltet neben Fragen der Praktikabilität und Ökonomie auch die Frage der Nachhaltigkeit.
Einwegwindeln werden auf dem Markt als Ökowindeln in umweltfreundlicheren Varianten angeboten. Diese haben einen höheren Anteil biologisch abbaubarer Bestandteile sowie einen erhöhten Anteil von Bestandteilen aus nachhaltigen Ressourcen (bis zu 70 %). Eine geringere ökologische Belastung ist verbraucherseitig nicht zu erreichen, da diese Windeln ebenfalls in den Restmüll und die Müllverbrennung gelangen, daher ist biologische Abbaubarkeit irrelevant. Der Vorteil gegenüber herkömmlichen Einwegwindeln ergibt sich aus der Ökobilanz der weniger umweltbelastenden Produktion. Die Stiftung Liebenau betreibt eine Heizanlage mit Windeln aus ihren Kinder- und Altenheimen.
Anja Backhaus kommt in einem TV-Beitrag nach Befragung der Verbraucherzentrale zu dem Schluss, dass Wegwerf- und Waschwindeln auf eine vergleichbare Ökobilanz kommen. Eine Ökobilanz-Studie der britischen Umweltbehörde kommt zu dem gleichen Ergebnis, welches jedoch von Verfechtern der Stoffwindel angezweifelt wird. Laut dem Leiter der „Stoffwindel-Kampagne des Womens Enviromental Network“ sollen die Grundannahmen der Studie falsch sein und die Umwelteinflüsse, die sich durch die Müllbeseitigung (Verbrennung) ergeben, würden vernachlässigt.
Die Ökobilanz von Windeln von der Produktion über die Nutzung bis zur Entsorgung unterscheidet sich für verschiedene Windeltypen deutlich: Während beim Gebrauch von (Mehrweg-)Stoffwindeln Waschmittel benötigt wird und damit belastetes Abwasser anfällt, verbrauchen Einwegwindeln viele Ressourcen bei der Produktion und Entsorgung. Ein Windeldienst, welcher viele Windeln gleichzeitig wäscht, benötigt zwar zusätzliche Energie für den Transport der Windeln, durch die Effizienz bei Aufbereitung größerer Mengen an Stoffwindeln wird dies aber kompensiert.
Die zunehmende, jedoch immer noch latente gesellschaftliche Wahrnehmung von Wegwerfwindeln als Müllproblem wird sowohl von Konsumenten als auch von Anbietern diskutiert. Im Vereinigten Königreich werden jährlich ca. 2,5 Milliarden Wegwerfwindeln verkauft. Als Abfall haben sie einen Anteil von 2 %–3 % des deponierten Mülls oder 10 % des Restmülls in Deutschland und bilden so die gewichtigste Einzelfraktion im Restmüll.  Auch in Frankreich wird der hohe Anteil der Wegwerfwindeln in Mülldeponien als Problem wahrgenommen. Das Institut für Energie- und Umweltforschung (IFEU) in Heidelberg führte bereits Studien zur Bestimmung der Ökobilanz von Windeln durch. 1995 wurde eine „Lebenswegbilanz für Vorprodukte von Babywindeln und Babywindeln“ im Auftrag von Vliesstoff-Wirtschaftsakteuren, 2006 (im Auftrag von Procter & Gamble) eine Windelökobilanz aus Großbritannien auf deutsche Verhältnisse übertragen.
Nach einer Untersuchung des Landkreises Bayreuth fielen im Landkreis 2005 über 1000 Tonnen Abfall aus Windeln an, deren Entsorgung mehr als 250.000 Euro kostete. Zur Vermeidung der Entsorgungskosten bietet der Landkreis einen finanziellen Zuschuss beim Kauf von Mehrwegwindeln an, was zudem den Eltern eine deutliche Kostenersparnis bringt (für den Ankauf von Wegwerfwindeln werden pro Kind 1000 bis 2000 Euro Kosten kalkuliert). Auch die Stadt Wien fördert seit etwa 2005 im Zuge ihrer Abfallvermeidungskampagne die Anschaffung von waschbaren Windeln.

## Gesundheits- und Entwicklungseinfluss
Das Mikroklima in einer Windel ist feucht und warm und es besteht die Gefahr von Hefepilz-Befall. Aus dem Urin durch Zersetzung entstehender Ammoniak verschärft das Problem, indem der pH-Wert erhöht wird und der Säureschutzmantel der Haut versagt. Im Stuhl führt eher zu saures Milieu sowie Lipase und Trypsin zu Reizungen. Die typischen Hautschäden werden unter Windeldermatitis behandelt.
Mit zwei bis drei Jahren sind die meisten Kinder in der Lage, ohne Windel sauber zu sein. Nach einer Studie führte die Anwendung von Windeln zu einer Verzögerung des Zeitpunktes der Sauberkeit. So gibt es heute auch viele Windeln für Kinder über 3 Jahre (z. T. auch für Bettnässer).

## Alternativen zu Windeln
Hosen mit freiem Schritt
In China werden bei kleinen Kindern traditionell so genannte Schlitzhosen (Hosen mit freiem Schritt) verwendet (sogenannte 开裆裤 ‚kai dang ku‘, deutsch: „offen Schritt Hose“, englisch: split pants), mit denen Kleinkinder gezielt und kontrolliert ausscheiden können.
Ausscheidungskommunikation
In westlichen Industrienationen orientieren sich Eltern, die Attachment Parenting praktizieren, am Gespür der Eltern für die Ausscheidungsvorgänge des Kindes. Eltern lernen schnell, die nonverbalen Zeichen ihres Babys zu interpretieren und adäquat darauf zu reagieren. Durch Beobachtung und Interpretation der Verhaltensweisen des Kindes, wie leichte Veränderungen der Mimik, wird das Kind dann „abgehalten“, also zum Beispiel über ein Töpfchen oder ein Tuch gehalten, so dass es urinieren oder Stuhl ausscheiden kann. Dieser Umgang wird vor allem durch eine stärkere Bindung des Kindes an die Bezugsperson begründet und auch als Windelfrei oder Ausscheidungskommunikation (englisch: Elimination Communication) bezeichnet. Die Zeit bis zur eigenständigen Kontrolle des Kindes über seine Ausscheidungen (Sauberkeit) soll dabei z. T. wesentlich verkürzt werden (windelfrei aufwachsende vietnamesische Kinder sind laut der Vergleichsstudie mit 18 Monaten zu 58 %, mit 24 Monaten zu 98 % trocken, vollzeitgewickelte schwedische Kinder hingegen mit 30 Monaten zu 33 %, mit 36 Monaten zu 55 %). Das Bewusstsein für die Ausscheidungen soll früher eintreten, wenn auf das Äußern eines Bedürfnisses eine adäquate Reaktion folgt. Das Kind hat ohne Windeln größere Bewegungsfreiheit. Den Zeitpunkt der Sauberkeitsentwicklung bestimmen jedoch individuelle Reifungsprozesse, die sich durch ein Sauberkeitstraining nicht beeinflussen bzw. beschleunigen lassen.
Für die gesunde Haut des Babys und für die Umwelt ist es von großem Vorteil, wenn das Kind früh lernt, aufs Töpfchen zu gehen.